# Mõisaküla (Lääneranna)
Koordinaten: 58° 41′ N, 23° 33′ O
Mõisaküla (deutsch Moisaküll) ist ein Dorf (estnisch küla) in der Landgemeinde Lääneranna im Kreis Pärnu (bis 2017: Landgemeinde Hanila im Kreis Lääne) in Estland.

## Einwohnerschaft und Lage
Der Ort hat 23 Einwohner (Stand 31. Dezember 2011). Er liegt unweit der Ostseeküste, sechzehn Kilometer nördlich des Hafens Virtsu.